# 1295
Cette page concerne l'année 1295  du calendrier julien. Pour l'année 1295 av. J.-C., voir 1295 av. J.-C.
L'année 1295 est une année commune qui commence un samedi.

## Événements
- 24 mars[1] : le il-khan de Perse Ghaykhatou est déposé et exécuté par son cousin Baïdou[2].
- 5 octobre : Baïdou est décapité à Tabriz à la suite de la révolte du Khorasan, menée par l'émir Naûroûz et du prince Ghazan, récemment convertit à l'islam[2].
- 9 novembre : début du règne de Arghun Ghazan, il-khan de Perse (jusqu'en 1304)[3].

- Abdication de Jayavarman VIII, roi de l'Empire khmer du Cambodge. Après une période de troubles, son beau-fils Indravarman III lui succède jusqu'en 1307[4].
- Édit de l'empereur Yuan Témur Khan ordonnant aux Mongols et aux Chinois le culte de Confucius[5].
- En Chine, édit interdisant aux seigneurs mongols de chevaucher à travers les plantations[6].

### Europe
- 2 mars : Othon IV de Bourgogne, héritier de Otte-Guillaume (982-1026), premier comte de Bourgogne, pour payer ses dettes, vend la Franche-Comté au roi de France Philippe IV le Bel par le traité de Vincennes[7].
- Mars : première grande crise monétaire en France. Philippe IV fait frapper une nouvelle monnaie moins riche en métal précieux mais gardant la même valeur[8]. Il enlève la garde de son trésor aux Templiers de Paris pour le transférer au Louvre après la Toussaint 1295[9].
- 25 avril : début du règne de Ferdinand IV, l’Ajourné (1285-1312) roi de León et de Castille (fin en 1310). Sa mère María de Molina assure la régence pendant sa minorité (fin en 1301)[10].
- 21 mai[11] : début du règne de Michel IX Paléologue, empereur byzantin associé à son père Andronic II Paléologue (jusqu'en 1320).
- 20 juin : paix d’Anagni[12]. Jacques II d'Aragon obtient la Corse et la Sardaigne mais renonce à la Sicile et à Minorque.
- 26 juin : Przemysl II est couronné roi de Pologne par l’archevêque de Gniezno[13].
  - Dantzig et la Pomérélie passent sous suzeraineté polonaise (1295-1309)[14].
- 17 juillet[15] : Philippe IV de France promulgue des lois somptuaires qui commandent aux sujets qui ont moins de 6000 livres tournois de rente de remettre leur vaisselle d'or et d'argent à la Monnaie[16].
- 8 août[17] : lutte pour le pouvoir entre Guelfes et Gibelins à Milan après la mort d'Otton Visconti. Le chef du parti gibelin Mateo Visconti, nommé vicaire impérial en avril 1294, garde le pouvoir jusqu'à 1302. Après son retour au pouvoir en 1311, sa dynastie tiendra la ville jusqu'en 1447[18].
- 10 août[19] : création de la ville de Villefranche, près de Nice, avec une station de galères pour lutter contre les pirates.
- 23 octobre : traité d'alliance défensive entre le roi d'Écosse John Balliol et Philippe le Bel. Renouvellement de la Auld Alliance de 1165 entre la France, la Norvège et l'Écosse[20]. John Balliol se révolte contre son suzerain et envahit le nord de l’Angleterre.
- 29 octobre[21] ou 1er novembre[22] : mariage du roi Jacques II d'Aragon, dit le Juste avec Blanche d'Anjou.
- 11 novembre : Albert de Habsbourg perd un œil à la suite d'une crise d'apoplexie[23].
- 13 novembre : Édouard Ier d'Angleterre reconnaît les prérogatives du Parlement d'Angleterre (Model Parliament)[24]. Le Parlement est composé de représentants des villes (bourgs) et des chevaliers des comtés (shires), à côté des barons ecclésiastiques (évêques, abbés, etc.) ou laïcs.

- Pierre Flote devient chancelier de France[25] (mort en 1302).
- Philippe IV de France limite les droits de l'Inquisition et entre en conflit avec le pape[26].

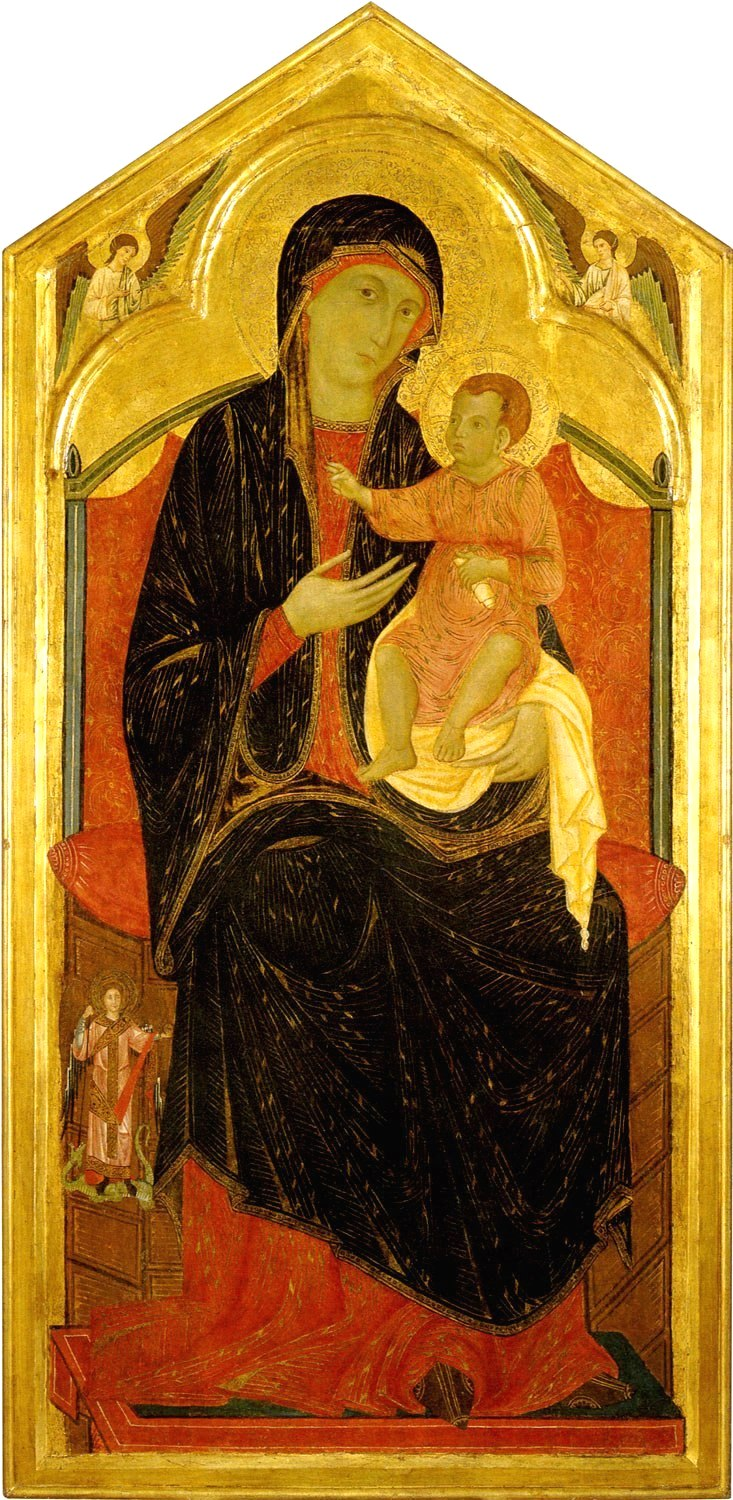
La Vierge et l'enfant, de Guido di Graziano.